# 美しければそれでいい
「美しければそれでいい」（うつくしければそれでいい）は、石川智晶の1枚目（通算2枚目）のシングル。2006年4月19日にビクターエンタテインメントより発売された。

## 解説
ソロデビューシングル「Like an angel/雨の日に恋をした」から、See-Sawとしてのシングル「君は僕に似ている」の発表を挟んで2年2ヶ月ぶりとなるソロ作品発表となる。芸名を石川知亜紀から石川智晶に改めてから初のソロ作品となる。
タイトル曲「美しければそれでいい」は、テレビ東京系で放送されたテレビアニメ『シムーン』のオープニングテーマに起用された。PVには蒼井そらとErinaが出演し、『シムーン』の要素ともなっている「少女同士の恋愛」を想起させる内容となっている。なお、Erinaは後に石川の8枚目のシングル「逆光」のPVにも出演することとなる。

## 収録曲
（全作詞・作曲：石川智晶 編曲：西田マサラ）
1. 美しければそれでいい
テレビ東京系アニメ『シムーン』オープニングテーマ
2. house
3. 美しければそれでいい（without vocal）
4. house（without vocal）